# Abdeljelil Temimi
Pour les articles homonymes, voir Temimi et Tamimi (homonymie).
Abdeljelil Temimi (arabe : عبد الجليل التميمي), né le 21 juillet 1938 à Kairouan, est un historien et universitaire tunisien spécialiste de l'époque moderne et contemporaine.

## Biographie
Temimi suit un enseignement primaire, secondaire puis supérieur en Tunisie, en Irak, en Turquie et en France, obtenant un doctorat ès lettres en histoire moderne le 11 mars 1972 à l'université d'Aix-en-Provence, sous la direction du professeur Robert Mantran. Il reçoit par ailleurs un diplôme des Archives nationales de France, un autre en archivistique à l'université de Pittsburgh et un dernier en bibliothéconomie à la National Archives and Records Administration de Washington.
Dans les années 1970, il est l'un des fondateurs de la branche arabe du Conseil international des archives (ARBICA), qu'il préside de 1983 à 1988. En 1985, il fonde le Centre d'études et de recherches ottomanes, morisques, de documentation et d'information, qui devient en 1995 la Fondation Temimi pour la recherche scientifique et l'information. En janvier 1986, il fonde la Fédération arabe des bibliothèques et de l'information, dont il devient président d'honneur à partir de sa retraite en 2000. Il préside depuis 1982 le Comité arabe d'études ottomanes et, depuis 1983, le Comité international d'études morisques. La fondation Temimi est devenue un centre pour le dialogue scientifique abritant une bibliothèque de 18 000 ouvrages et deux salles de conférence.
En outre, il lance un certain nombre de revues scientifiques telles que la Revue d'histoire maghrébine en 1974, la Revue maghrébine de documentation et d'information en 1983, l'Arab Historical Review for Ottoman Studies en 1990 et la Revue arabe d'archives, de documentation et d'information en 1997. Il organise d'autre part de nombreuses conférences dans le domaine des sciences humaines et sociales en lien avec les mondes arabe, morisque, turc et ottoman.
De 1970 à 1972, il est directeur général des archives nationales de Tunisie puis de l'Institut supérieur de documentation de Tunis entre février 1982 et le 17 novembre 1987. Il est également président honorifique de l'Arab Federation for Libraries and Information et professeur d'histoire moderne et contemporaine à la faculté des sciences humaines et sociales de Tunis.
Professeur émérite à l'université de Tunis, il est membre du Comité international d'études turques, du Comité international d'études morisques, du Conseil international de la philosophie et des sciences humaines, du Comité technique permanent relevant du conseil supérieur des archives et de l'Académie tunisienne des sciences, des lettres et des arts. En 1988, il est élu à Ankara comme membre associé à la Société historique turque.
Depuis 2011, il organise des tables rondes et des séminaires qui collectent les témoignages sur le début de la révolution tunisienne. En 2017, il renouvelle son appel adressé au roi d'Espagne, Felipe VI, à présenter les excuses de l'Espagne au monde arabo-musulman pour le drame historique vécu par les Morisques après la Reconquista.

## Distinctions et hommages
En novembre 1984, Temimi est décoré des insignes de chevalier de l'ordre des Arts et des Lettres par le ministre français de la Culture. En octobre 1990, il est honoré par l'université du Caire pour son rôle dans le rapprochement entre universitaires. En 1991, il est décoré des insignes de commandeur de l'ordre tunisien du Mérite. En octobre 1997, il est nommé docteur honoris causa à l'université d'Istanbul. En décembre de la même année, il reçoit le prix du Prince Claus pour ses études sur l'histoire de la culture ottomane dans le monde arabe.
Le 13 mars 2001, l'Institut supérieur de documentation de Tunis publie des mélanges en l'honneur de son travail en faveur de la bibliothéconomie et des sciences de l'information en Tunisie et dans le monde arabe. En 2014, il reçoit de la main du président Abdullah Gül les insignes de l'ordre du Mérite de la République de Turquie. En 2016, le Forum historique turco-maghrébin l'honore en reconnaissance de ses contributions scientifiques dans le domaine des recherches ottomanes. En 2017, le 18e congrès des études morisques de la faculté des lettres, des arts et des humanités de La Manouba (ar) lui rend hommage pour l'ensemble de sa production scientifique. En 2018, il est célébré à Tétouan comme l'un des pères fondateurs de la moriscologie. En 2019, il se voit décerner le Prix maghrébin de la culture. En reconnaissance de sa contribution en tant qu'intellectuel maghrébin, il est honoré de la médaille de l'ordre du Mérite algérien pour la culture en 2024. En 2025, il se voit décerner le prix Sultan Bin Ali Al Owais (en) des sciences humaines, en hommage à l'ensemble de son œuvre académique.

## Publications
Temimi a publié une trentaine de livres et des centaines d'articles académiques,. Il a également traduit quatre thèses du français et du turc vers l'arabe.

### Ouvrages
- Recherches et documents d'histoire maghrébine : la Tunisie, l'Algérie et la Tripolitaine (1816-1871), éd. Faculté des sciences humaines et sociales de Tunis, Tunis, 1971[17] (ISBN 978-2222029793)
- Le Beylik de Constantine et Hadj Ahmed Bey (1830-1837), éd. Revue d'histoire maghrébine, Tunis, 1978[18] (thèse de doctorat)
- Sommaire des registres arabes et turcs d'Alger, éd. Revue d'histoire maghrebine, Tunis, 1979[19]
- Le gouvernement ottoman et le problème morisque, éd. Fondation Temimi pour la recherche scientifique et l'information, Zaghouan, 1989  (ISBN 9973-719-08-5)
- Un document sur les biens habous au nom de la Grande Mosquée d'Alger, éd. Revue d'histoire maghrebine, Tunis, 1980
- Études d'histoire morisque, éd. Fondation Temimi pour la recherche scientifique et l'information, Zaghouan, 1993
- Études d'histoire arabo-ottomane, 1453-1918, éd. Fondation Temimi pour la recherche scientifique et l'information, Zaghouan, 1994
- Études d'histoire arabo-africaine, éd. Fondation Temimi pour la recherche scientifique et l'information, Zaghouan, 1994
- Bibliographie générale d'études morisques, éd. Fondation Temimi pour la recherche scientifique et l'information, Zaghouan, 1995  (ISBN 978-9973719454)
- Écrits et mémoires politiques du militant Youssef Rouissi, éd. Fondation Temimi pour la recherche scientifique et l'information, Zaghouan, 1995
- Études sur les relations islamo-chrétiennes, éd. Fondation Temimi pour la recherche scientifique et l'information, Zaghouan, 1996  (ISBN 978-9973719645)
- Correspondances du Grand Vizir Khayreddine : l'Histoire tunisienne entre la réalité et les interprétations erronées, tome I, éd. Fondation Temimi pour la recherche scientifique et l'information, Zaghouan, 1999  (ISBN 9973-719-88-3)
- Archives du Grand Vizir Khayreddine : correspondances de Mustapha Khaznadar (1850-1874), tome II, éd. Fondation Temimi pour la recherche scientifique et l'information, Zaghouan, 2000  (ISBN 9973-32-005-0)
- Crise de la recherche en sciences humaines en Tunisie et dans les pays arabes, éd. Fondation Temimi pour la recherche scientifique et l'information, Zaghouan, 1999  (ISBN 978-9973719904)
- Études et documents d'histoire maghrébine à l'époque moderne, éd. Fondation Temimi pour la recherche scientifique et l'information, Zaghouan, 1999
- Histoire générale des Arabes entre ambitions et échecs, éd. Fondation Temimi pour la recherche scientifique et l'information, Zaghouan, 1999  (ISBN 9973-719-93-X)
- Nouvelles études d'histoire morisque, éd. Fondation Temimi pour la recherche scientifique et l'information, Zaghouan, 2000  (ISBN 9973-32-000-X)
- Études sur les relations arabo-ottomanes et turques, éd. Fondation Temimi pour la recherche scientifique et l'information, Zaghouan, 2000
- Regards sur la société du savoir, les historiens et les élites dans les pays arabes, éd. Fondation Temimi pour la recherche scientifique et l'information, Tunis, 2004  (ISBN 9973-32-044-1)
- Études sur les leaders maghrébins : l'Émir Abdelkader, l'Émir Abdelkarim Khattabi, Habib Bourguiba et Allalla Fassi comme exemples, éd. Fondation Temimi pour la recherche scientifique et l'information, Tunis, 2010  (ISBN 9973-32-102-2)
- Tragédie de l'expulsion morisque : attitudes espagnoles et arabo-islamiques, éd. Fondation Temimi pour la recherche scientifique et l'information, Tunis, 2011  (ISBN 978-9973-32-109-1)
- Habib Bourguiba. Père fondateur de la Tunisie moderne et la fin d'un mythe, éd. Fondation Temimi pour la recherche scientifique et l'information, Tunis, 2014
- Approche de l'histoire tunisienne et maghrébine du temps présent, éd. Fondation Temimi pour la recherche scientifique et l'information, Tunis, 2014
- Leaderships maghrébins et machréquins et leur rôle dans l'histoire moderne et contemporaine, éd. Fondation Temimi pour la recherche scientifique et l'information, Tunis, 2015
- Mes contributions à l'histoire de la révolution et de la mémoire nationale, éd. Fondation Temimi pour la recherche scientifique et l'information, Tunis, 2016
- Pour la défense de la révolution tunisienne, éd. Fondation Temimi pour la recherche scientifique et l'information, Tunis, 2017
- La Tunisie et le tournant 1969 à la lumière des archives de la police politique, éd. Fondation Temimi pour la recherche scientifique et l'information, Tunis, 2017

### Direction
- Les provinces arabes à l'époque ottomane, éd. Fondation Temimi pour la recherche scientifique et l'information, Zaghouan, 1981
- (es) Las Practicas musulmanas de los moriscos andaluces (1492-1609), éd. Centre d'études et de recherches ottomanes, morisques, de documentation et d'information, Tunis, 1989
- Mélanges Louis Cardaillac, éd. Fondation Temimi pour la recherche scientifique et l'information, Zaghouan, 1995
- Le Ve centenaire de la chute de Grenade, éd. Fondation Temimi pour la recherche scientifique et l'information, Zaghouan, 1995
- Mélanges Charles-Robert Ageron, éd. Fondation Temimi pour la recherche scientifique et l'information, Zaghouan, 1996[20]
- Culture et conscience nationale dans le monde arabe contemporain, éd. Centre d'études et de recherches ottomanes, morisques, de documentation et d'information, Tunis, 1996
- La vie intellectuelle dans les provinces arabes de l'Empire ottoman, éd. Fondation Temimi pour la recherche scientifique et l'information, Zaghouan, 1998
- Culture et conscience nationale dans le monde arabe contemporain, éd. Fondation Temimi pour la recherche scientifique et l'information, Zaghouan, 1999
- Le Kémalisme et les kémalistes, éd. Fondation Temimi pour la recherche scientifique et l'information, Zaghouan, 1999
- Méthodologie des histoires des mouvements nationaux au Maghreb, éd. Fondation Temimi pour la recherche scientifique et l'information, Zaghouan, 2000
- Habib Bourguiba et l'établissement de l'État national : approches scientifiques du bourguibisme, éd. Fondation Temimi pour la recherche scientifique et l'information, Zaghouan, 2000
- Bourguiba, les Bourguibiens et la construction de l'État national, éd. Fondation Temimi pour la recherche scientifique et l'information, Zaghouan, 2001
- Mélanges Luce López-Baralt, éd. Fondation Temimi pour la recherche scientifique et l'information, Zaghouan, 2001
- Farhat Hached : mouvement ouvrier et lutte nationale, éd. Fondation Temimi pour la recherche scientifique et l'information, Zaghouan, 2002
- La Grande-Bretagne et le Maghreb : état des recherches et contacts culturels, éd. Fondation Temimi pour la recherche scientifique et l'information, Zaghouan, 2002
- Relations arabo-turques et rôle des élites dans la modernisation, éd. Fondation Temimi pour la recherche scientifique et l'information, Zaghouan, 2003
- Mécanismes du pouvoir à l'époque de Bourguiba en Tunisie et dans le monde arabe, éd. Fondation Temimi pour la recherche scientifique et l'information, Zaghouan, 2003
- L'État tunisien à la fin du règne de Bourguiba et les leaderships politiques arabes, éd. Fondation Temimi pour la recherche scientifique et l'information, Tunis, 2004
- Fin de règne de Bourguiba : ascension et régression des leaderships arabes, éd. Fondation Temimi pour la recherche scientifique et l'information, Tunis, 2005
- Rôle de la femme maghrébine dans le mouvement de libération et l'édification de l'État national, éd. Fondation Temimi pour la recherche scientifique et l'information, Zaghouan, 2007
- Les élites du Maghreb, éd. Fondation Temimi pour la recherche scientifique et l'information, Zaghouan, 2012
- Les relations hispano-maghrébines : passé, présent et avenir, éd. Fondation Temimi pour la recherche scientifique et l'information, Zaghouan, 2012
- L'Observatoire de la révolution tunisienne, 4 vol., éd. Fondation Temimi pour la recherche scientifique et l'information, Tunis, 2012-2017[21]
- Les opposants politiques sous la torture à travers les registres de la mémoire, éd. Fondation Temimi pour la recherche scientifique et l'information, Tunis, 2013
- Les récits de voyage et les sources inédites sur les provinces arabes de l'époque ottomane, éd. Fondation Temimi pour la recherche scientifique et l'information, Tunis, 2013
- Dialogues avec Ahmed Ben Salah sur son parcours national et international, éd. Fondation Temimi pour la recherche scientifique et l'information, Tunis, 2016
- Les nouvelles voies de la moriscologie, éd. Fondation Temimi pour la recherche scientifique et l'information, Tunis, 2015
- La carte des sites archéologiques et des inscriptions funéraires durant la période ottomane, éd. Fondation Temimi pour la recherche scientifique et l'information, Tunis, 2016
- Le rôle des drogmans dans les rapprochement interculturels durant l'époque ottomane, éd. Fondation Temimi pour la recherche scientifique et l'information, Tunis, 2016
- Témoignages des acteurs culturels pour la construction de l'État national depuis l'indépendance, éd. Fondation Temimi pour la recherche scientifique et l'information, Tunis, 2016
- La révolution tunisienne et le printemps arabe : interactions et changements géopolitiques, éd. Fondation Temimi pour la recherche scientifique et l'information, Tunis, 2016
- Jeunes et migrations clandestines : du Maghreb vers l'Europe, éd. Fondation Temimi pour la recherche scientifique et l'information, Tunis, 2017
- Le coût de la non-démocratie au Maghreb depuis nos indépendances, éd. Fondation Temimi pour la recherche scientifique et l'information, Tunis, 2017
- Diplomates de la deuxième génération au service de la Tunisie et des organisations internationales des années soixante à la révolution, éd. Fondation Temimi pour la recherche scientifique et l'information, Tunis, 2017
- L'Union générale tunisienne du travail et les oppositions politiques : du Jeudi noir à la révolution tunisienne, éd. Fondation Temimi pour la recherche scientifique et l'information, Tunis, 2017[22]
- Témoignages de la mémoire nationale : démocratie, développement, procès politiques & médias, éd. Fondation Temimi pour la recherche scientifique et l'information, Tunis, 2018
- Les Attitudes de l'Europe face aux révolutions du printemps arabe, éd. Fondation Temimi pour la recherche scientifique et l'information, Tunis, 2018